# Цінська єпархія
39°13′37″ пн. ш. 33°01′59″ сх. д. / 39.226876° пн. ш. 33.033014° сх. д.
Цінська єпархія (лат. Dioecesis Cinnaea) — колишня кафедра Константинопольського патріархату та титулярна кафедра католицької церкви.

## Історія
Цинна, яку можна ототожнити з Яраслі в сучасній Туреччині, є стародавнім єпископським престолом римської провінції Галатія Прима в цивільній єпархії Понт. Вона була частиною Константинопольського патріархату і була суфраганною діоцезією Анкірської архієпархії.
Є кілька документованих єпископів цієї єпархії в першому християнському тисячолітті. Горгоній брав участь у першому Вселенському соборі, який відбувся в Нікеї в 325 році. Філомен був серед батьків Ефеської ради в 431 році і Акацій Халкедонського в 451 році. Даниїл підписав у 458 році лист єпископів Галатії Прими до імператора Лева після смерті Протерія Олександрійського. Єпископ Асіанто згадується в Житії святого Феодора Сіцеоти. Платон втрутився на третій Константинопольський собор 680 року. Синесій був присутній на другому Нікейському соборі 787 року. Трасій брав участь у соборі 869 р., який засудив константинопольського патріарха Фотія; тоді як Антоній був присутній на соборі, який через десять років реабілітував константинопольського патріарха. Єпархія, ймовірно, зникла після мусульманського вторгнення в Х столітті.
На це місце Ле Квін також призначає єпископа Георгія, ім'я якого можна знайти серед підписів актів собору в Трулло (691/92). Насправді це помилка в інтерпретації Ле Квіна: насправді критичне видання актів цієї ради призначає Георгія до єпархії Синоду, суфрагана Пессінонте, невідомого місця в Le Quien, але засвідченого Notitiae Episcopatuum патріархату Константинополя з X по XII ст.
З XVIII століття Цинна входить до числа титульних єпископських престолів Католицької Церкви; місце було вакантним з 29 жовтня 1968 року.

## Хронотаксис

### Грецькі єпископи
- Горгоній † (згадується в 325 р.)
- Філомен † (згадується в 431 р.)
- Акацій † (згадується в 451 р.)
- Данило † (згадується в 458 р.)
- Аміант †
- Платон † (згадується в 680 р.)
- Синесій † (згадується 787 р.)
- Трасій † (згадується в 869 р.)
- Антоній † (згадується 879 р.)

### Титулярні єпископи
- Клод Франсуа де Реймон † (помер 11 лютого 1756 — 19 березня 1756) (неосвячений)

- Вільям Мер † (помер 1 жовтня 1767 — 25 липня 1769)
- Юзеф Казімеж Коссаковський † (13 березня 1775 — 17 вересня 1781 призначений єпископом Вендена)
- Антонін Маліновський, OP † (23 вересня 1782 — після 30 червня 1816[3] помер)
- Педро Алькантара Хіменес, О.Прем. † (помер 19 жовтня 1830 — лютий 1843)
- Юзеф Цибіховський † (помер 12 липня 1867 — 6 березня 1887)
- Жюль Брюг'єр (мавр), CM † (помер 29 липня 1891 — 19 жовтня 1906)
- Карлос де Хесус Мехія і Лагуана, CM † (2 вересня 1907 — 3 травня 1937 помер)
- Матео Мугіка і Уррестаразу † (помер 12 жовтня 1937 — 29 жовтня 1968)

## Примітка
1. ↑  Vescovo menzionato da Le Quien, ma ignoto a Janin.
2. ↑  Concilium Constantinopolitanum a. 691/92 in Trullo habitum (Concilium Quinisextum), edidit Heinz Ohme, adiuvantibus Reinhard Flogaus et Christof Rudolf Kraus, «Acta conciliorum oecumenicorum», series secunda, volumen secundum, pars quarta, Berlin/Boston, 2013, p. 79, nº 152.
Jean Darrouzès, Notitiae episcopatuum Ecclesiae Constantinopolitanae. Texte critique, introduction et notes, Paris, 1981, indice p. 515, voce Synodia. Prosopographie der mittelbyzantinischen Zeit, ed. online, n. 2007.
3. ↑  (пол.) Krzysztof R. Prokop, «Sukcesja święceń biskupich pasterzy kościoła warszawskiego (1798—2007)», Prawo Kanoniczne, vol. 53, Warszawa, 2010, p. 355